# Nationalstadion, Singapore
Nationalstadion är en multiarena i Kallang, Singapore. Stadion öppnades den 30 juni 2014 på samma plats som den gamla nationalstadion, som stängdes 2007 och revs 2010. Stadion med en kapacitet för 55 000 platser funkar som hemmaarena för Singapores fotbollslandslag och är mittpunkten i Singapore Sports Hub-projektet, ett sport- och rekreationsdistrikt som även inkluderar närliggande inomhusstadion och andra sportarenor.
Nationalstadion är en av de största kupolformade strukturerna i världen. Stadion fungerade som huvudarenan för de sydostasiatiska spelen 2015 och har varit värd för matcher i sydostasiatiska mästerskapet i fotboll 2014, 2018, 2020, 2022 och 2024